# Authon-du-Perche
Authon-du-Perche település Franciaországban, Eure-et-Loir megyében. Lakosainak száma 1186 fő (2018. január 1.). Authon-du-Perche Soizé és Beaumont-les-Autels községekkel határos.

## Népesség
A település népességének változása:
| Lakosok száma | 1265 | 1227 | 1201 | 1186 |
|               | 2013 | 2015 | 2017 | 2018 |